# Ga Seryu
Ga Seryu là ga trên Tuyến 1 của Tàu điện ngầm Seoul. Nó ở phía Nam Suwon.

## Bố trí ga
| ↑ Suwon      |
| ４３ \| ２   |
| Byeongjeom ↓ |

| ２ | ● Tuyến 1 | → Hướng đi Sinchang →        |
| ３ | ● Tuyến 1 | ← Hướng đi Đại hoc Kwangwoon |
| ４ | ● Tuyến 1 | → (Không sử dụng)            |